# Azazel Jacobs
Pour les articles homonymes, voir Jacobs.
Azazel Jacobs, né le 27 septembre 1972, est un réalisateur et scénariste américain. Parmi ses longs métrages figurent The GoodTimesKid (2005), Terri (2011), The Lovers (2017), French Exit (2020) et Ses trois filles (2023).